# Jules Keignaert
Jules Keignaert   (Tourcoing, 15 de juny de 1907 - Neuville-en-Ferrain, 26 de maig de 1994) va ser un waterpolista francès que va competir durant la dècada de 1920.
El 1928 va prendre part en els Jocs Olímpics d'Amsterdam, on va guanyar la medalla de bronze en la competició de waterpolo.